# 의정부을지대학교병원

의정부을지대학교병원은 경기도 의정부시 동일로 712에 위치한 을지대학교 부속 종합병원이다.

## 연혁
- 2021년 4월 23일 의정부을지대학교병원 개원

## 같이 보기
- 을지대학교
- 대전을지대학교병원
- 노원을지대학교병원